# Chaîne de Kyrenia
La chaîne de Kyrenia (en grec moderne : Πενταδάκτυλος ; en turc, Girne Dağları) est une étroite cordillère longue d'environ 160 km le long de la côte nord de Chypre et bordée au sud de la plaine de la Mésorée. Les montagnes sont principalement faites de calcaire avec du marbre. La plus haute montagne, le Kyparissovouno (Selvili Tepe en turc), culmine à 1 024 m d'altitude. La moitié ouest du massif porte également le nom de massif du Pentadactylos (cet oronyme est parfois utilisé à tort pour désigner l'ensemble de la chaîne de Kyrenia).

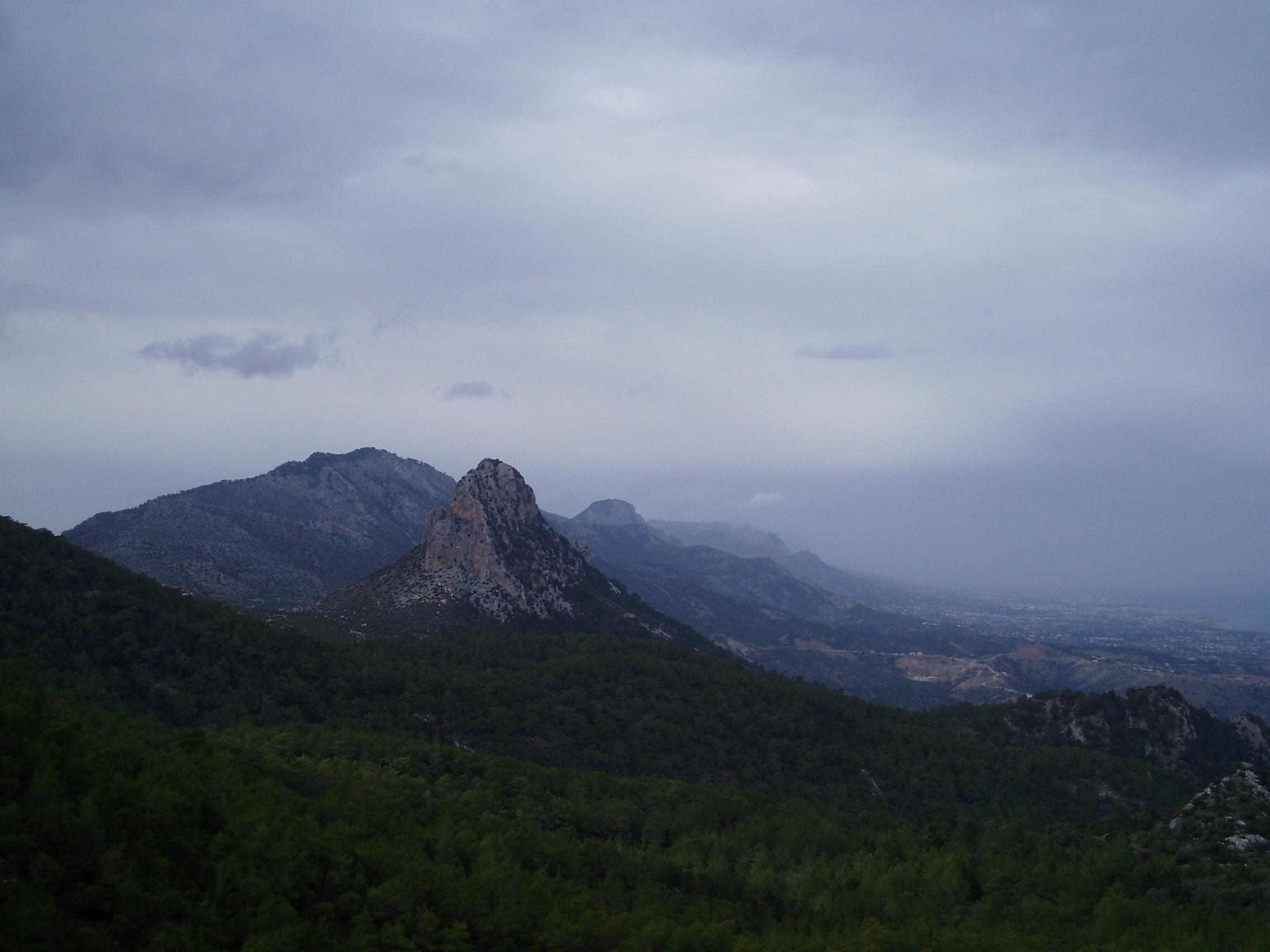
Vue d'une partie de la chaîne.

## Géologie
Ces montagnes sont constituées d'une série de formations sédimentaires datant du Permien jusqu'au milieu du Miocène, soulevées par la collision des plaques africaine et eurasienne. Bien qu'elles ne représentent que la moitié de la hauteur du massif du Troodos, les montagnes de Kyrenia sont abruptes et se dressent brusquement au-dessus de la plaine de la Mésorée.

## Histoire
La localisation des montagnes près de la mer a favorisé la construction de nombreuses sentinelles qui dominent la côte nord de l'île et la plaine centrale. Ces châteaux datent généralement du Xe au XVe siècle. Ils étaient construits par les Byzantins. Les châteaux de Kantara, Saint-Hilarion et Buffavento étaient des places stratégiques importantes dans l'histoire de Chypre au Moyen Âge.